# Vlag van Ras al-Khaimah

Vlag van het emiraat Ras al-Khaimah

De vlag van Ras al-Khaimah is de vlag van het emiraat Ras al-Khaimah. Onder het Britse protectoraat vanaf 1820 werd besloten de emiraten van elkaar te onderscheiden: diegenen die een vriendschapsverdrag met de Britten sloten, moesten een wit veld toevoegen aan hun rode vlag; de anderen behielden hun rode vlaggen.
In de General Maritime Treaty van 1820 lieten de Britten twee vormen van witte kleur toe, toegevoegd aan de rode vlaggen der Arabieren. 
- Vlag nummer 1 of flag number one: een witte strook aan de mast en driemaal zo brede rode strook. Dit was de vlag voor Dubai, Abu Dhabi, Ajman en Umm al-Qaiwain.
- Vlag nummer 2 of flag number two: een witte band rondom een rode rechthoek. Dit was de vlag voor Sharjah, Ras al-Khaimah, en Kalba. De moderne vlag van Ras al-Khaimah is een variant van Vlag nummer 2.

## Beschrijving
De beschrijving van de vlag zou als volgt kunnen luiden: 
Een rechthoekige vlag bestaande uit rood veld met witte rand; waarbij de hoogte-breedteverhouding van de vlag 1:2 is.

## Verwante afbeeldingen

Wapen van Ras al-Khaimah
Vlag van Sharjah
Vlag van Kalba (1921–1952)